# Felix Böcker
Felix Böcker (* 18. Dezember 1931 in Havixbeck; † 13. Februar 2022 in Naumburg (Saale)) war ein deutscher Psychiater. Er war von 1975 bis 1996 Leiter des Bezirkskrankenhauses in Bayreuth und setzte sich für die Etablierung der Sozialpsychiatrie und den Aufbau der Gemeindepsychiatrie in Deutschland ein.

## Leben
Felix Böcker, Sohn des Nervenarztes Hans Böcker, studierte Medizin an der Universität zu Köln. Nach einer Ausbildung zum Facharzt für Neurologie und Psychiatrie, wurde er 1960 in Köln zum Dr. med. promoviert. 1971 habilitierte er sich an der Universität Erlangen. 1977 erfolgte die Ernennung zum außerplanmäßigen Professor. Von 1975 bis 1996 war er ärztlicher Direktor des Bezirkskrankenhauses des Bezirks Oberfranken in Bayreuth.
Böcker engagierte sich für zahlreiche Sozialprojekte im Heiligen Land. 1975 wurde er vom Kardinal-Großmeister Maximilien Kardinal de Fuerstenberg zum Ritter des Ritterordens vom Heiligen Grab zu Jerusalem ernannt und am 6. Dezember 1975 in Essen durch Franz Hengsbach, Großprior der deutschen Statthalterei, in den Orden investiert.
Er war ab 1956 verheiratet mit Gisela, geb. Sauerland (1933–1988); aus der Ehe gingen fünf Kinder hervor. In zweiter Ehe war er mit Sybille geb. Schnetzer verheiratet.
Felix Böcker beschäftigte sich mehr als sechs Jahrzehnte lang aktiv mit zeitgenössischer Kunst. 1975 begann er, die Stationen des Nervenkrankenhauses Bayreuth mit Bildern zeitgenössischer Künstler auszustatten und diese in regelmäßigen, jährlichen Ausstellungen den Werken von psychisch erkrankten Menschen gegenüberzustellen, um so einen Beitrag zu leisten, die Isolation psychisch kranker Menschen zu lösen. Er entdeckte die Arbeiten der Art brut Künstlerin Helene Reimann und erkannte als erster deren Bedeutung.
Das Ehepaar Felix und Sybille Böcker überließ dem Kunstmuseum Bayreuth 2007/2011 insgesamt 62 Werke verschiedener Künstler als Geschenk.

## Wirken
1961 veröffentlichte Felix Böcker ein Diagnoseverfahren zur Psychopathologie (Böckertest). Dieser Test beruht auf einer Leistungsprüfung und soll psychometrische Ergebnisse über den Schweregrad eines Durchgangssyndroms liefern. 1973 veröffentlichte Böcker ein Standardwerk der Suizidforschung. Weitere Schwerpunkte seiner breit gefächerten wissenschaftlichen Tätigkeit sind organische Psychosen, Schizophrenie, Organisation und Probleme psychiatrischer Versorgungseinrichtungen, Rehabilitation psychisch Kranker, Kunst psychisch Kranker, Leib-Seele-Problem.
Neben der wissenschaftlichen Tätigkeit und seinem Wirken als ärztlicher Direktor des Nervenkrankenhauses Bayreuth war Böcker in etlichen maßgeblichen Kommissionen, Fachausschüssen und Gremien vertreten, 1973 leitete er als Gründungspräsident die Deutsche Gesellschaft für Suizidprävention, 1986/87 war er Präsident der Deutschen Gesellschaft für Psychiatrie und Nervenheilkunde (DGPPN).

## Schriften
- Zur Abgrenzung von Bewusstseinstrübungen vom Durchgangssyndrom. 1959.
- Suizide und Suizidversuche in der Großstadt, dargestellt am Beispiel der Stadt Köln. 1973.
- Schizophrenie, eine seelisch-leibliche Antwort. 1988.
- Wenn die Seele streikt. Ein Leitfaden durch die Psychiatrie für Patienten, Angehörige und Helfende. 1999, ISBN 3-485-00829-X.
- Leben – Denken – Glauben. Bemerkungen zu Sein und Sinn. 2006, ISBN 3-935176-59-7.